# Traité numéro 7
Le Traité numéro 7 (Traité no 7) est le septième et dernier accord conclu entre le gouvernement du Canada et les tribus amérindiennes de la Terre de Rupert, à la suite de l'acquisition de ces territoires par la Confédération canadienne en 1870. Signé le 22 septembre 1877 à Blackfoot Crossing par les commissaires David Laird et James Farquharson Macleod et des chefs de tribus du Sud de l'actuelle province d'Alberta (Siksikas, Gens-du-sang, Pikunis, Tsuu T'ina, Stoneys et Assiniboines), dont Isapo-Muxika. Il établit pour chaque tribu les territoires qui leur sont réservés et le versement ponctuel ou périodique de marchandises et de sommes d'argent, en échange de la cession des territoires de chasse dont ils étaient propriétaires et de la reconnaissance des lois du gouvernement du Canada.

## Commémoration

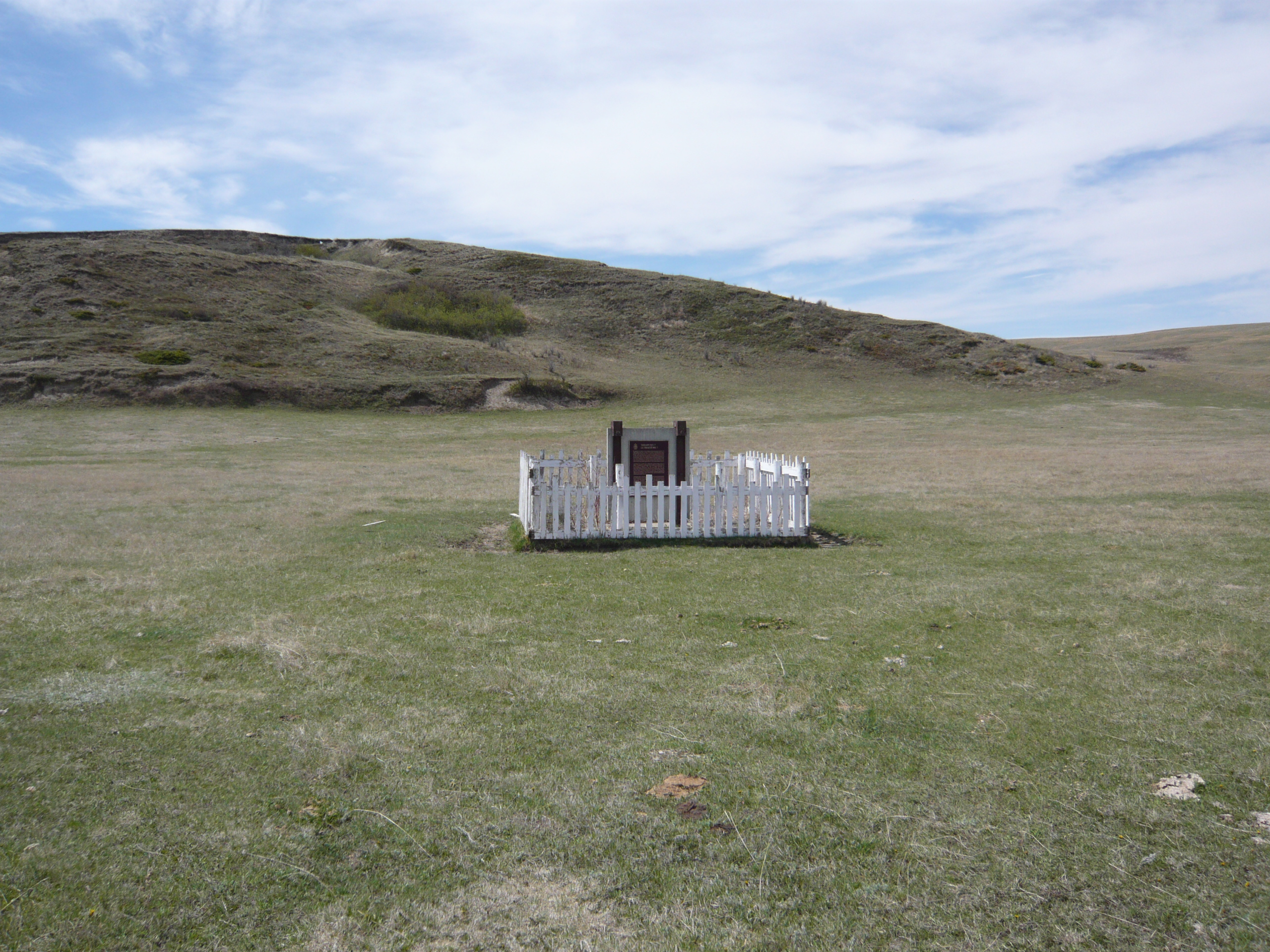
Site de la signature du Traité numéro 7.

Le site de la signature du traité no 7, qui est situé dans la réserve de Siksika 146, a été désigné lieu historique national du Canada le 26 mai 1925.